# Lutjosa
Lutjosa (vitryska: Лучоса) är ett vattendrag i Belarus.   Det ligger i voblasten Vitsebsks voblast, i den nordöstra delen av landet, 220 km nordost om huvudstaden Minsk.
Runt Lutjosa är det i huvudsak tätbebyggt. Runt Lutjosa är det ganska tätbefolkat, med 139 invånare per kvadratkilometer.